# Annibale in Torino
Annibale in Torino è un'opera in due atti di Luigi Ricci, su libretto di Felice Romani. La prima rappresentazione ebbe luogo al Teatro Regio di Torino nel 1830.
Gli interpreti della prima rappresentazione furono:
| Personaggio | Interprete         |
| ----------- | ------------------ |
| Annibale    | Domenico Reina     |
| Artace      | Teresa Cecconi     |
| Adrane      | Stefania Favelli   |
| Albina      | Margherita Rubini  |
| Oscarre     | Gaetano Antoldi    |
| Jassarte    | Giovanni Giordani  |
| Foldano     | Domenico Gioannini |

Direttore era Giovanni Battista Polledro

## Struttura musicale
- Sinfonia

### Atto I
- N. 1 - Introduzione Potente Iddio terribile (Coro, Annibale, Jassarte, Oscarre)
- N. 2 - Coro e Cavatina di Adrane Adrane ov'è? Che fa? - Se potessi de' mali miei (Coro, Albina, Adrane)
- N. 3 - Duetto fra Adrane ed Annibale Fidanza in te m'avea
- N. 4 - Cavatina di Artace Sì per voi che tanto apprezzo (Artace, Foldano, Coro)
- N. 5 - Duetto fra Adrane ed Artace Taci, taci, e a me nascondi
- N. 6 - Finale I Come candida stella celeste (Coro, Jassarte, Adrane, Annibale, Oscarre, Artace)

### Atto II
- N. 7 - Coro e Duetto fra Annibale ed Artace Vinto dal prode Annibale - Cedi, cedi, io posso ancora
- N. 8 - Coro ed Aria di Jassarte Oh colpo orribile! - In mio poter cadranno
- N. 9 - Quintetto Scendi: è deserto il loco (Adrane, Artace, Oscarre, Annibale, Jassarte)
- N. 10 - Aria di Annibale Quanti affetti in un sol giorno (Annibale, Foldano, Coro)
- N. 11 - Coro ed Aria Finale di Adrane Per Artace Torino ha vittoria - Se d'una figlia i gemiti (Adrane, Artace, Annibale, Oscarre, Jassarte, Coro)